# Condado de Hettinger
El condado de Hettinger (en inglés: Hettinger County, North Dakota), fundado en 1883, es uno de los 53 condados en el estado estadounidense de Dakota del Norte. En el 2000 el condado tenía una población de 2715 habitantes en una densidad poblacional de 0.9 personas por km². La sede del condado es Mott.

## Geografía
Según la Oficina del Censo, el condado tiene un área total de 2937 km² (1134,0 mi²), de la cual 2932 km² (1132,0 mi²) es tierra y 3 km² (1,2 mi²) es agua.

### Condados adyacentes
- Condado de Stark (norte)
- Condado de Grant (este)
- Condado de Adams (sur)
- Condado de Slope (oeste)

## Demografía
En el 2000 la renta per cápita promedia del condado era de $29 209, y el ingreso promedio para una familia era de $34 668. El ingreso per cápita para el condado era de $15 555. En 2000 los hombres tenían un ingreso per cápita de $23 201 versus $16 917 para las mujeres. Alrededor del 14.80% de la población estaba bajo el umbral de pobreza nacional.
| 1920 | 1930 | 1940 | 1950 | 1960 | 1970 | 1980 | 1990 | 2000 | Est. 2009 |
| ---- | ---- | ---- | ---- | ---- | ---- | ---- | ---- | ---- | --------- |
| 6557 | 7685 | 8796 | 7457 | 6317 | 5075 | 4275 | 3445 | 2715 | 2343      |

## Mayores autopistas
- Carretera de Dakota del Norte 8
- Carretera de Dakota del Norte 21
- Carretera de Dakota del Norte 22

## Lugares

### Ciudades
- Mott
- New England
- Regent

Nota: todas las comunidades incorporadas en Dakota del Norte se les llama "ciudades" independientemente de su tamaño

### Municipios
| - Municipio de Acme - Municipio de Ashby - Municipio de Baer - Municipio de Beery - Municipio de Black Butte - Municipio de Brittian - Municipio de Campbell - Municipio de Cannon Ball - Municipio de Castle Rock - Municipio de Chilton | - Municipio de Clark - Municipio de Farina - Municipio de Havelock - Municipio de Highland - Municipio de Kennedy - Municipio de Kern - Municipio de Kunze - Municipio de Madison - Municipio de Merrill - Municipio de Mott | - Municipio de New England - Municipio de Odessa - Municipio de Rifle - Municipio de St. Croix - Municipio de Solon - Municipio de Steiner - Municipio de Strehlow - Municipio de Tepee Butte - Municipio de Wagendorf - Municipio de Walker |

### Territorio no organizado
- Central Hettinger